# Derry
Derry, oficialment anomenada Londonderry, (Doire o Doire Cholm Chille, en irlandès) és una ciutat situada al nord de l'illa d'Irlanda, en la part que resta sota administració britànica. Derry és la segona ciutat més gran d'Irlanda del Nord i la quarta d'Irlanda. El nucli antic de la ciutat està situat al marge esquerre del riu Foyle, tot i que actualment, la ciutat cobreix ambdós costats connectats mitjançant dos ponts.

## Nom
Oficialment el nom de la ciutat és Londonderry d'acord amb el reial decret de la ciutat, i així mateix surt inscrit en diversos mapes. Aquest nom substituí el de Derry l'any 1613 arran de la colonització de l'Ulster per a reflectir el canvi de la ciutat efectuada pels gremis londinencs. Tot i així, actualment gran part dels habitants fan referència a la ciutat amb el nom de Derry.
La disputa pel nom ha esdevingut un peça més dins del conflicte entre irlandesos i britànics. Mentre que el nom de Derry és usat preferentment per irlandesos (catòlics-republicans), el bàndol dels britànics (protestants-unionistes) prefereix utilitzar el terme oficial de Londonderry. Més enllà dels habitants, la majoria de catòlics i alguns protestants utilitzen el nom de Derry. A la República d'Irlanda, tant la ciutat com el comtat són encara anomenats com a Derry.
D'altra banda, en irlandès se l'anomena com a Doire o Doire Cholm Chille segons la terminologia triada anteriorment.
Popularment, també se l'anomena com a la ciutat intacta (Maiden city) perquè les seves muralles en cap moment foren penetrades durant el setge de Derry (1688-1689).

## Història
Derry és un dels indrets d'Irlanda que ha perdurat més temps habitat ininterrompudament. Les primeres referències històriques daten del segle vi quan Sant Columba hi va fundar un monestir, però milers d'anys abans, ja hi havia presència humana vivint en les proximitats.
Abans de marxar d'Irlanda per estendre el cristianisme en qualsevol altre lloc de les illes britàniques, Columba va fundar un monestir en el llavors Doire Calgaich, a la riba est del riu Foyle. Segons la història oral i documentada, Columba concedia el lloc a un rei local. El monestir llavors romania en mans de la federació d'esglésies Columbines que considerava Colm Cille com el seu mentor espiritual. Durant l'any 546, l'àrea fou rebatejava amb el nom de Doire Cholm Cille, en record a la Roureda de Colmcille. En aquest període, al segle vi, Derry es va donar a conèixer principalment com a assentament monàstic, esdevenint un dels nuclis de població més antics de l'illa d'Irlanda.
A partir del segle xii, soldats anglo-normands inicien la invasió a l'illa d'Irlanda, arribant a conquerir tota la superfície insular al voltant de 1250. Poc temps després, alguns hereus dels alts càrrecs de les antigues famílies irlandeses ajunten esforços i comencen a combatre la invasió anglo-normanda, aconseguint recuperar alguns territoris. Els territoris recuperats s'organitzen en comtats (contae en gaèlic irlandès). El 1336 i 1394, Eduard III i Ricard II respectivament, realitzen atacs molt durs cap a la resistència irlandesa que no acaben aconseguint la imposició del control anglès a tot el territori.
El 1534, Enric VIII, Rei d'Anglaterra, refusa reconèixer l'autoritat del Papa i el Vaticà i adopta el protestantisme com a culte per a Anglaterra. Aquest fet, provoca l'assalt i la destrucció de diversos convents i altres edificis religiosos a Irlanda. És durant el mandat d'Enric VIII i de les seves successores Mary i Elisabeth, quan es decideix fer un gir en la tàctica pel control total d'Irlanda. Aquesta nova estratègia consisteix en la progressiva implantació de colònies angleses a l'illa. Aquest fet serà clau per a la història de la ciutat de Derry, ja que aquests assentaments protestants comencen a instal·lar-se al nord d'Irlanda.
A començaments del segle xvii, es produeix a Irlanda (principalment al nord) una gran sublevació contra la presència anglesa a l'illa. S'inicia una guerra molt dura que comença a decantar-se clarament cap als anglesos a partir del resultat de la batalla de Kinsale (1601). El 1607, la gran majoria de comtes irlandesos abandona Irlanda per refugiar-se al continent, principalment a França i Castella. Aquest episodi va ser especialment dramàtic pels irlandesos que encara resistien a la dominació anglesa i serà conegut com a "the flight of the Earls". A partir d'aquest moment, l'imperi britànic incrementa encara més la seva política en la implantació de població colona, especialment a l'Ulster, arribant un gran nombre de colons presbiterians provinents d'Escòcia que ocupen les propietats robades a la població irlandesa. Aquesta victòria anglesa esdevé un important triomf moral per a la comunitat protestant. És en aquest moment, també, quan la ciutat de Derry és donada a les corporacions de Londres, les quals afegeixen el mot "London" al topònim. Les conseqüències de la derrota van ser terribles per la població irlandesa. La gran majoria va quedar desposseïda i es va veure obligada a subsistir com a jornalers agrícoles. La ciutat de Derry, a partir d'ara oficialment "Londonderry", quedarà reservada pels protestants, sent els catòlics expulsats fora de les seves muralles.
El conflicte successori al tron anglès entre el catòlic Jaume II i el protestant Guillem d'Orange torna a donar esperances als irlandesos. Així, el 1668 Jaume II arriba a Irlanda amb l'ajuda del rei francès Lluís XIV amb la intenció de presentar batalla a Guillem d'Orange. L'Exèrcit de Jaume arriba a les portes de Derry i assetja la ciutat durant 105 dies, finalment, l'exèrcit orangista acaba fent retrocedir l'exèrcit catòlic, que gaudeix del suport de la població irlandesa. Aquest succés passarà a la història amb el nom de "El setge de Derry" i és celebrat anualment per la comunitat protestant local amb desfilades orangistes cada 12 d'agost. Els catòlics acaben definitivament derrotats després de la batalla de Boyne (fita que els protestants celebren cada 12 de juliol amb marxes orangistes). Guillem es refugia a Versalles i un cop més la població irlandesa viurà temps molt durs. Les prohibicions van augmentar. No es podia participar en la vida política, estaven exclosos de l'exèrcit, la magistratura, els serveis públics i totes les professions liberals. Les misses catòliques requerien un permís explícit de l'autoritat anglesa, l'ús del gaèlic estrictament prohibit, prohibició de compra de cap propietat ni tampoc existia cap mena de dret a l'herència. A més, els anglesos funden el Trinity College a Dublín, on està prohibida l'entrada de catòlics, d'aquesta manera s'intenta perpetuar l'hegemonia anglesa a Irlanda. Comença pels irlandesos la "Irlanda secreta" on tota una sèrie d'activitats s'organitzaven clandestinament.
Durant els segles xviii i xix, la comunitat catòlica s'organitza i, amb l'ajut d'alguns protestants com Wolfe Tone, aconseguirà certs drets limitats, però justament quan semblava que la causa irlandesa començava a conquerir algunes fites, entre 1845 i 1848 es produeix una terrible època de fam. Una malaltia en la patata (un dels principals conreus irlandesos) sembla que va ser la causa que la gran majoria de collites se n'anessin en orris. Es produeix la mort de centenars de milers de persones i l'emigració cap als emancipats EUA (Boston i Nova York), Glasgow (Escòcia), Liverpool (Anglaterra) i Austràlia és enorme. A Derry a població també emigra massivament.
A partir de 1884 alguns intel·lectuals irlandesos promouen la creació de tota una sèrie d'institucions amb la voluntat de recuperar la cultura i la llengua irlandesa. Poc temps després, nous partits polítics veuen la llum amb una voluntat sobiranista. El 1905 es crea el Sinn Féin ("Nosaltres sols" en gaèlic), que promou l'opció abstencionista al parlament britànic i una política desacomplexadament republicana i independentista. El Sinn Féin rep el suport de la Irish Republican Brotherwood i molts dels seus membres s'integren en el si del nou partit. Per la seva banda, a la comunitat protestant de l'Ulster es crea la Ulster Volunteer Force (UVF-Força de Voluntaris de l'Ulster), que amb armes provinents d'Alemanya i el suport del Partit Conservador de Gran Bretanya es disposa a fer ús de la violència en cas que s'atorgui l'autonomia a Irlanda. Els nacionalistes irlandesos responen a aquesta amenaça amb la creació dels Nationalist Irish Volunteers (NIV-Voluntaris Irlandesos Nacionalistes).
El 1920 esclata la Guerra d'Independència d'Irlanda, que acabarà amb la signatura d'un tractat de pau el 1921 entre una representació del Sinn Féin, encapçalada per Michael Collins, i el Govern Britànic. Aquí, es decideix crear l'Estat Lliure d'Irlanda, que malgrat mantenir alguns lligams politicoadministratius amb el Regne Unit, assoleix pràcticament la seva independència. Part de la província de l'Ulster, on Derry hi forma part, però, continuarà formant part del Regne Unit, quedant dividida administrativament l'illa d'Irlanda a escassos 10 km. de la ciutat de Derry.
Després de l'aplicació del tractat i de la partició, la comunitat irlandesa dels sis comtats que romandran sota dominació britànica se sent abandonada per la resta d'Irlanda, el moviment republicà caurà en una profunda crisi de la qual no en sortiran fins a alguns anys posteriors. La comunitat protestant de l'Ulster, per la seva banda, s'encoratja davant el triomf de la seva permanència al Regne Unit i s'estableix un sistema polític, social i econòmic que clarament marginarà la comunitat catòlica i/o irlandesa. Es crea, en paraules de James Craig "un parlament protestant per a una comunitat protestant", sense el més mínim interès per integrar la comunitat irlandesa. Electoralment, s'impulsa un sistema electoral conegut com a "Gerrymandering", en què només poden votar els propietaris dels habitatges i on els propietaris de les empreses tenen la possibilitat de votar fins a 4 o 5 vegades en unes mateixes eleccions segons els impostos pagats. Aquest sistema, no cal dir-ho, sobrerepresenta la comunitat protestant i feia que cada ajuntament tingués batlle unionista, fins i tot en aquells municipis, com Derry, on la majoria de la població era catòlica. Al mateix temps, es crea la Royal Ulster Constabulary (RUC), que serà el Cos de Policia d'Irlanda del Nord. Els membres d'aquest cos policial seran reclutats entre els sectors unionistes i protestants més radicals (entre un 90 i un 95% dels seus membres), creant d'aquesta manera una força policial totalment polititzada i parcial.
Després d'alguns anys, la resistència irlandesa a l'Ulster torna a reaparèixer. L'IRA (Exèrcit Republicà Irlandès), creat anys abans, realitza accions armades en la seva lluita per la reunificació d'Irlanda i per la marxa dels britànics de l'Ulster. Així, des de 1939 es realitza el "Bombing Campaign", que consistí en la col·locació d'explosius en diferents punts de la Gran Bretanya. El 1951, activistes de l'IRA assalten una caserna a Derry, coincidint amb la visita oficial de la família reial britànica. Entre 1956 i 1962 es canvia d'estratègia i s'inicia la "Borders Campaign" (Campanya de les fronteres), consistent en l'atac a diversos punts de la frontera entre Irlanda del Nord i la República.
Diversos agents socials de la població civil irlandesa/catòlica de l'Ulster es comencen a mobilitzar per acabar amb les injustícies i les desigualtats que afecten a aquest sector de la població d'Irlanda del Nord. El moviment s'organitza en la "Nothern Ireland Civil Rights Association" (NICRA), que aconsegueix aglutinar a diversos sectors republicans i fins i tot algun de protestant. Es produeixen multitudinàries manifestacions, que pressionen el govern britànic. Es reclama la fi del "Gerrymandering" (sistema electoral discriminatori) sota el lema: "One man, one vote" (Un home, un vot), la fi del sectarisme, el final de la discriminació laboral i la fi de l'empresonament sense judici. Les marxes que es van anar succeint durant la segona part de la dècada dels seixanta, varen culminar en la gran marxa de 1968 a Derry, la qual va ser durament reprimida pel RUC. Aquesta repressió, que va afectar membres de la premsa, va acabar jugant en contra de l'autoritat britànica, ja que les dures imatges de la repressió a una manifestació pacífica van ser objecte de comentari a multitud de mitjans de comunicació arreu del món.
A Derry, després de la dura repressió a la manifestació pels drets civils del 1968, el moviment republicà es radicalitza encara més. El 1969, es produeix una autèntica revolta al barri catòlic del Bogside, que acabarà sent popularment coneguda com a la Batalla del Bogside. La "batalla" es desencadena després que el RUC assassinara dos civils al barri. La comunitat republicana aixecà enormes barricades al Bogside i als barris catòlics veïns (Brandywell i Creggan) impedint l'entrada de les forces policials. El RUC inicia llavors una ofensiva per recuperar el control de la zona però aquesta ofensiva fracassarà degut a la resistència veïnal que durant tres dies i tres nits impedeixen l'entrada de la policia. Nombrosos membres del RUC resultaran ferits i la policia es veurà obligada a retrocedir. Uns dies més tard, el govern britànic decideix posar fi a la revolta enviant els B Specials, que és la policia d'elit britànica. Aquests també seran testimonis de la "rebuda" del Bogside i finalment, és el mateix exèrcit britànic l'encarregat de posar punt final a la revolta emprant un contingent de 5000 soldats recolzats amb carros de combat.
El 1972, a Derry la NICRA promou una nova manifestació per tornar a incidir en la reclamació dels drets civils per a tothom. La manifestació recorre els carrers del Bogside, aplega 20.000 persones reclamant el final de l'internament sense judici, la discriminació laboral, etc. però la marxa serà finalment recordada com a Bloody Sunday (Diumenge Sagnant), ja que el cos de paracaigudistes de l'exèrcit britànic reprimirà la manifestació amb foc real, matant 14 persones. Després d'aquells fets cap militar britànic va ésser inhabilitat. L'excusa va ser que els manifestants van atacar els militars amb foc real i bombes i que l'exèrcit es va veure obligat a respondre, però no és això el que testimonien els nombrosos presents i fotografies. Cap soldat britànic va resultar ferit aquell dia. Les famílies dels morts encara esperen avui (36 anys després) una investigació oficial sobre aquells fets que pugui servir per jutjar els responsables.
El 1998, després d'un alto el foc de l'IRA i d'algunes organitzacions paramilitars unionistes, s'inicien els acords de pau, que acabaran per alleugerar les tensions entre els representants polítics de les comunitats catòlica i protestant. A poc a poc, la presència de soldats britànics a la ciutat ha anat disminuint i el 2008, varen ser finalment desmantellades les casernes militars de Creggan i del City Centre, totes dues encarades a l'espionatge i el control de la comunitat irlandesa de Derry.

## Religió

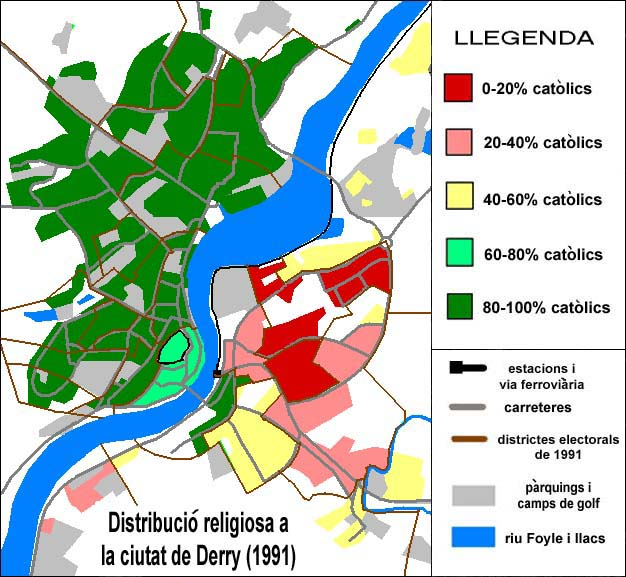
Distribució religiosa a Derry

Segons el cens britànic de 2011 el 75% dels habitants de Derry són catòlics irlandesos i el 23% (ha pujat un 3% des de 2001) són protestants. Des de la creació del primer pont que creuava el riu Foyle l'any 1790, es van començar a establir nuclis de població a l'altre vora del riu. Amb el temps, la comunitat protestant de Derry va emigrar de la que fins al moment era la ciutat de Derry (Cityside) per anar a viure a l'altre cantó del riu (Waterside). En els darrers anys ha esdevingut un costum referir-se a l'àrea de Waterside com un districte electoral diferent, i no una zona més de Derry, fins al punt que el Servei Oficial de Topografia d'Irlanda del Nord hagi legitimat la segregació en els seus últims mapes.
Únicament una petita àrea del Cityside, a prop de les muralles, anomenada The Fountain, conserva un petit reducte de protestants. D'altra banda, a la zona de Waterside, la presència catòlica esdevé majoritària prop de Craigavon Bridge, alhora que considerable en zones de la vora del riu, si bé és cert que majoritàriament és protestant en el seu conjunt, quedant les comunitats dividides pel riu Foyle.

## Clima
|                                             | Gen | Feb | Mar | Abr | Mai | Jun | Jul | Ago | Set | Oct | Nov | Des | Anual |
| ------------------------------------------- | --- | --- | --- | --- | --- | --- | --- | --- | --- | --- | --- | --- | ----- |
| Mitjana diària de temperatures màximes (°C) | 7   | 7   | 9   | 11  | 14  | 16  | 18  | 18  | 16  | 12  | 9   | 8   | 12    |
| Mitjana diària de temperatures mínimes (°C) | 2   | 2   | 3   | 4   | 6   | 9   | 11  | 11  | 9   | 7   | 4   | 3   | 6     |
| Precipitacions (mm)                         | 110 | 80  | 90  | 60  | 60  | 70  | 70  | 90  | 100 | 120 | 120 | 100 | 1070  |
| Font: Yahoo! Weather                        |     |     |     |     |     |     |     |     |     |     |     |     |       |

## Art
Arran del conflicte entre irlandesos i britànics sobre la sobirania territorial d'Irlanda del Nord s'han derivat diverses expressions artístiques. Pels carrers podem trobar diverses pintades o grafittis, però sense cap mena de dubte, el que ha popularitzat en major grau la ciutat de Derry han estat els esplèndits murals que podem trobar tant als barris republicans com en els unionistes.

### Republicà

#### Bogside
Al barri del Bogside, tots els murals, a excepció de la cantonada de Derry Lliure (Free Derry Corner), són creats pels Artistes del Bogside i són dedicats majoritàriament a conflictes del període 1969-1972 com ara el Bloody Sunday o la batalla del Bogside.

#### Brandywell
Al barri de Brandywell són comunes les pintades i els graffittis de propaganda política fortament radicalitzada. D'altra banda, destaca l'estètica de l'immobiliari urbà d'acord amb la línia cromàtica de la bandera irlandesa: verd, blanc, taronja.

#### Walled City(Nucli Antic)
El nucli antic de Derry, conegut com a Walled City, suposa el lloc més cèntric de la ciutat i l'única que resta envoltada de muralles. Aparentment hauria de ser zona neutre però entre el 80-100% dels residents són catòlics i aquesta característica es denota, en molt poca mesura, en les pintades que hi ha.

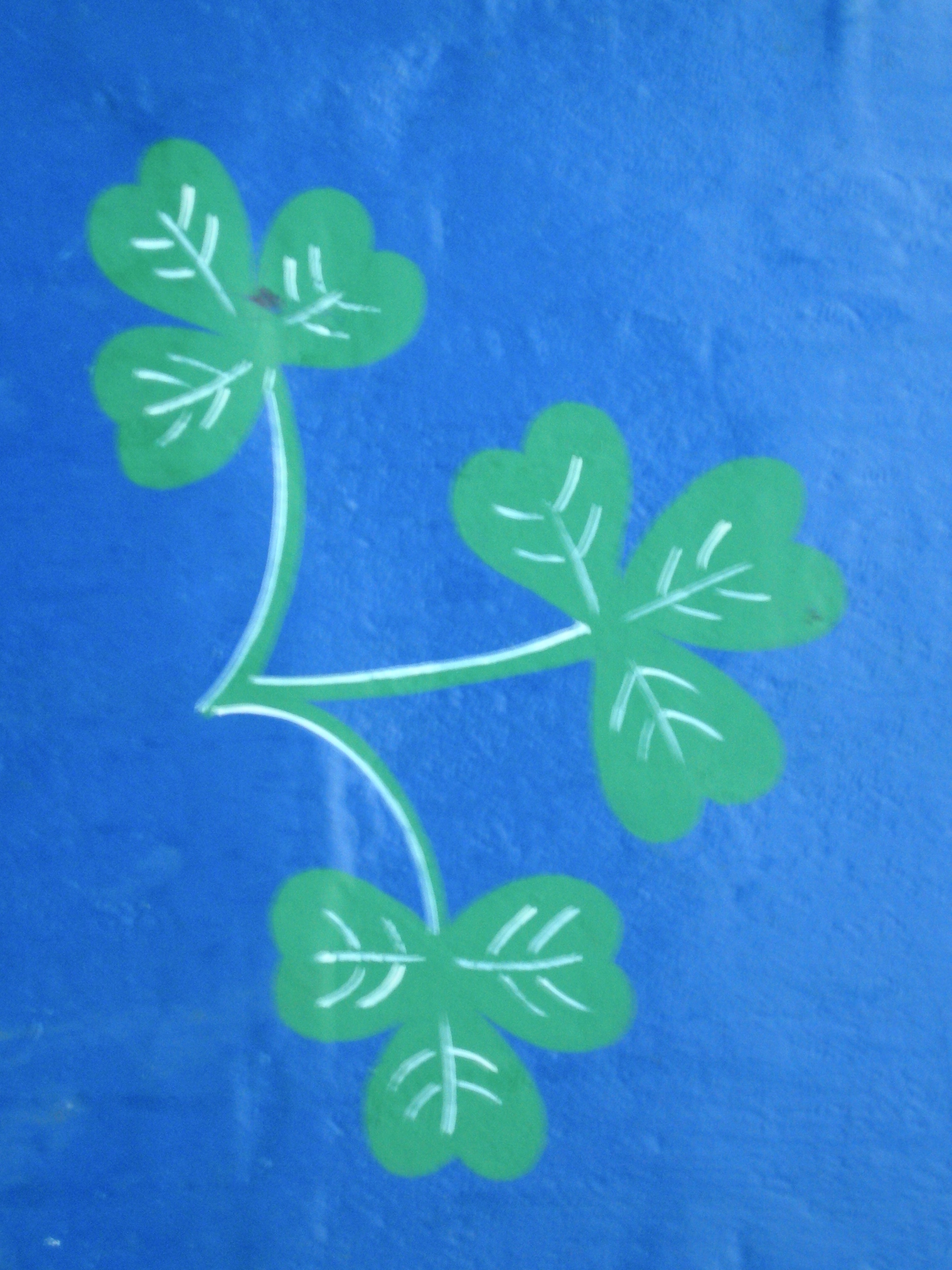
Trèvols de tres fulles (Walled City)

## Personatges famosos
| - Seamus Ball (actor) - Amanda Burton (actriu) - Willie Carson (periodista gràfic) - Joyce Cary (escriptor) - Civilian (grup musical) - Phil Coulter (cantautor) - Richard Doherty (militar i escriptor) - Willie Doherty (artista) |  | - Roma Downey (actriu) - John Duddy (boxejador) - Mark Durkan (polític) - George Farquhar (dramaturg) - Bronagh Gallagher (actriu i cantant) - Neil Hannon (cantant) - Seamus Heaney (poeta i escriptor) - John Hume (polític) Premi Nobel de la Pau de 1998 |  | - John Lawrence (militar i polític) - Josef Locke (cantant d'òpera) - Martin McGuinness (polític) - Charlie Nash (boxejador) - Martin O'Neill (entrenador de futbol) - Feargal Sharkey (cantant) - Whan William Taylor (botànic) - The Undertones (grup musical) |